# Phaonia catharinensis
Phaonia catharinensis este o specie de muște din genul Phaonia, familia Muscidae, descrisă de Barros de Carvalho în anul 1983. Conform Catalogue of Life specia Phaonia catharinensis nu are subspecii cunoscute.